# Liste de jeux Facebook
La liste de jeux Facebook répertorie les jeux vidéo disponibles sur le réseau social Facebook.
- Haut – A
- B
- C
- D
- E
- F
- G
- H
- I
- J
- K
- L
- M
- N
- O
- P
- Q
- R
- S
- T
- U
- V
- W
- X
- Y
- Z

## 0-9
- 7th Guest, The
- 9 Elefants
- 999: Nine Hours, Nine Persons, Nine Doors
- 1979 Revolution: Black Friday
- 2048
- 10000000

## A
- Amnesty the game
- Angry Birds
- Angry Birds Friends
- Angry Brides
- Apensar
- Armies of magics"

## B
- Backyard Monsters
- Bejeweled
- Bejeweled Blitz
- Brave Arms
- Bubble Safari

## C
- Café World
- Candy Crush Saga
- Car Town
- Castaway Paradise
- CastleVille
- ChefVille
- ChronoBlade
- CityVille
- CityVille 2
- Civilization World
- Country Life
- Cow Clicker
- Crazy Planets
- Criminal Case
- Clash Of Three Kingdoms

## D
- Dawn of the Dragons
- Legacy
- Dragon City
- Drugwars
- Dragon war

## E
- EA Sports FIFA Superstars
- Empires & Allies
- Enercities
- Eredan iTCG
- Exhibia
- Everwing

## F
- Family Guy: The Quest for Stuff
- FarmVille
- Final Fantasy: Brave Exvius
- Fish Wrangler
- FishVille
- Five-O Poker
- Friends for Sale

## G
- Galaxy Life
- Game of Thrones Ascent
- Global Warfare
- Green Farm
- GreenSpace

## H
- Happy Tale
- Hidden Chronicles

## I
- I Am Playr
- Indiana Jones Adventure World

## J
- Jelly Splash
- Jetpack Joyride
- Jurassic Park Builder

## K
- Kim Kardashian: Hollywood
- King's Bounty: Legions
- KingsRoad

## L
- Letters of Gold
- Lexulous
- LP Recharge

## M
- Madden NFL Social
- Mafia Wars
- MapleStory Adventures
- Marvel: Avengers Alliance
- Megazebra
- MMA Pro Fighter
- Monster Legends
- Mob Wars
- Moonga
- MouseHunt
- My Empire

## N
- New in Town
- Nord

## O
- Organ Trail
- Outernauts

## P
- Pearl's Peril
- Pet Society
- The Pioneer Trail
- Playfish
- Pocket God
- Pot Farm
- PyramidValley

## R
- Ravenwood Fair
- Real Madrid Fantasy Manager
- Restaurant Story
- RewardVille
- Risk: Factions
- Rollercoaster Mania
- Ruby Blast

## S
Solitaire Arena
- SimCity Social
- The Sims Social
- Smeet
- Social City
- Social Reality Inc.
- Soldiers Inc.
- SongPop
- Stormfall: Age of War

## T
Top Farm
- Top Eleven Football Manager
- Township
- Treasure Isle
- Triple Town
- Turma do Chico Bento

## U
- Unlight

## W
- Where in the World Is Carmen Sandiego?
- Winning Goal
- Words of Gold
- World of Guns: Gun Disassembly
- Words with Friends
- West Wars

## Y
- You Don't Know Jack
- YoWorld

## Z
- Zatikon
- Zombie Lane
- Zynga Bingo
- Zynga Poker
- Zynga Slingo